# Leptotarsus (Macromastix) fucatus
Leptotarsus (Macromastix) fucatus is een tweevleugelige uit de familie langpootmuggen (Tipulidae). De soort komt voor in het Australaziatisch gebied.